# Dan Evensen
Dan Tore Viking Evensen (født 1. juni 1974 i Arendal) er en norsk MMA kampsportsudøver i vægtklassen sværvægt.

## Biografi
Han kommer oprindeligt fra Saltrød men flyttede i sidste ende til Nedenes. Han var lovende indenfor hammerkast, og har været med i klubberne IL Sørfjell og Øyestad IF. Som 16-åring havde han en personlig rekord på 52,50 meter. Han udøvede også boksning og amerikansk fodbold, og spillede på Arendal Wildcats i 5 år som linemand. Han blev også udtaget til norges landshold i amerikansk fodbold. Han er også norgemester i Judo, på judoholdet Konnerud Idrettslag. Han gik på University of Texas i El Paso Texas, USA i en periode i 1990'erne og kastede en hammer over 60 meter, og havde som mål at deltage under Sommer-OL 2000. Han trænede der sammen med Leif Olve Dolonen Larsen. Efter at han kom hjem til Norge igen meldte han sig ind i forsvaret og tok førstegangstjenesten.

## Personlige liv
Han er uddannet maskinist og arbejdede som 2. maskinist på et skib udenfor Brasilien før han solgte alt og rejste til USA for anden gang, denne gang for at udøve kampsport. Han er gift med Brenna Dee Fortkamp-Evensen fra Nebraska, som han traf mens han arbejdede som maskinist på SS Norway. Han har en søn i Arendal.

## Kampsport
I USA praktiserede han kampsport indenfor forskellige grene, og endte oppe i MMA hvor han blandt andet tidligere konkurrerede i Ultimate Fighting Championship (UFC), med 11 vunde og 4 tabte kampe (2009). Han blev frigjort fra sin kontrakt UFC efter to tabte kampe. Han har titlen Gladiator Challenge Heavyweight Champion, har brunt bælte i Kickboxing og lilla bælte i brasiliansk Jiu-jitsu. Han er arbejder for tiden for NCFC Fight Management. han bor i dag i Las Vegas. Han gik tidligere under tilnavnet Dangerous Dan, men skiftede senere navn til Viking.

## MMA-meritter
- Den første nordmand som har deltaget i verdens største MMA-turnering (UFC).
- Gladiator Challenge Heavyweight Champion[1]

| Dato               | Resultat | Sejre/Tab | Modstander         | Turnering                                | Metode                      | Runde, Tid |
| 1. maj 2009        | Vandt    | 11-4      | Raoul Romero       | Bellator 5                               | TKO (slag)                  | 2 1:43     |
| 27. december 2008  | Tabte    | 10-4      | Patrick Barry      | UFC 92 - The Ultimate 2008               | TKO (spark mod benet)       | 1 2:36     |
| 9. august 2008     | Tabte    | 10-3      | Cheick Kongo       | UFC 87 - Seek and Destroy                | TKO (slag)                  | 1 4:55     |
| 30. november 2007  | Vandt    | 10-2      | Konstantin Gluhov  | BodogFIGHT – USA vs. Russia              | Decision (Unanimous)        | 3 n/a      |
| 21. september 2007 | Vandt    | 9-2       | John George        | IFO – Kimmons vs Yunker                  | TKO                         | 1 0:54     |
| 24. august 2007    | Vandt    | 8-2       | Dominic Richard    | Bodog Fight – Vancouver                  | TKO                         | 1 0:46     |
| 17. februar 2007   | Vandt    | 7-2       | Jeremiah Constant  | Bodog Fight – Costa Rica                 | TKO                         | 1 1:26     |
| 14. oktober 2006   | Tabte    | 6-2       | Dan Bobish         | XFS 2 – Xtreme Fight Series 2            | Submission                  | 1 1:25     |
| 1. april 2006      | Tabte    | 6-1       | Christian Wellisch | IFC – Caged Combat                       | TKO (Corner Stoppage)       | 2 5:00     |
| 20. maj 2005       | Vandt    | 6-0       | Rob Wince          | WEF – Sin City                           | TKO (Corner Stoppage)       | 1 5:00     |
| 18. november 2004  | Vandt    | 5-0       | Ruben Villareal    | Gladiator Challenge 32: King of the Hill | TKO                         | 2 1:38     |
| 3. juni 2004       | Vandt    | 4-0       | Mike Wolmack       | Gladiator Challenge 27: Fight Fest Day 2 | TKO                         | 1 2:57     |
| 3. juni 2004       | Vandt    | 3-0       | Julius Askew       | Gladiator Challenge 27: Fight Fest Day 2 | Decision Unanimous Decision | 3 5:00     |
| 2. juni 2004       | Vandt    | 2-0       | Jonah Broad        | Gladiator Challenge 26: Fight Fest Day 1 | Submission Rear Naked Choke | 1 0:51     |
| 11. maj 2002       | Vandt    | 1-0       | Scott Wallace      | Rocky Mountain Slammer 2                 | n/a                         | 1 n/a      |